# 瓦蘇盧帝國

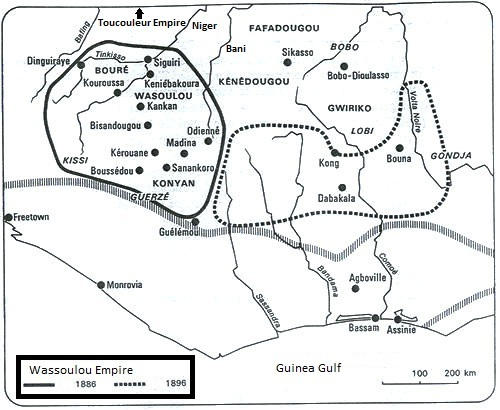
瓦蘇盧帝國鼎盛時期疆域

瓦苏卢帝国，又称萨摩里国、萨摩里帝国、瓦萨鲁帝国、曼丁卡帝国，是1878年—1898年西非的一個國家 ，它位於現在的马里西南部和上几内亚，首都为比桑杜古。建立者是萨摩里·杜尔。瓦蘇盧帝國一度向南和向东扩张至加纳北部和科特迪瓦。后来，該國被法國消滅。